# Lee Yo-won
Lee Yo-won (이요원?; Seongnam, 9 aprile 1980) è un'attrice sudcoreana, nota per i ruoli da protagonista nelle serie Seondeok yeo-wang e 49il.

## Biografia
Lee Yo-won era al secondo anno del liceo quando vinse un concorso di moda e posò per il numero di novembre 1997 della rivista Figaro. Questo la condusse verso il mondo della pubblicità, e poi a ruoli minori in televisione e al cinema. Iniziò ad essere riconosciuta dal pubblico dopo il successo del film Juyuso seubgyuksageun (Attack the Gas Station, 1999), ma il suo primo ruolo importante fu nel controverso drama coreano Pureun angae (Blue Mist, 2001), dove interpretò una ventenne che inizia una relazione con un quarantenne sposato. Seguì la pellicola Goyangireul butakhae (Take Care of My Cat, 2001), per la quale vinse diversi premi come attrice esordiente. In un'intervista del 2009 con la rivista Elle Korea, lo definì il suo lavoro più memorabile. Dopo aver recitato in alcuni film cinematografici che non furono molto ben accolti dal pubblicò e dalla critica, Lee iniziò a sentirsi mentalmente e fisicamente esausta, così, dopo aver terminato il drama storico Daemang (The Great Ambition, 2002), annunciò che si sarebbe temporaneamente ritirata dalle scene.
Lee tornò alla recitazione nel 2005, quando fu la protagonista in Fashion 70s, da lei scelto poiché diretto dal regista Lee Jae-gyu e poiché non era la tipica storia d'amore, ma raccontava del successo femminile nella vita e nella carriera. Seguì un ruolo di supporto nella commedia romantica Gwang-sik dongsaeng Gwang-tae (When Romance Meets Destiny). Nel 2007 diede il volto alla studentessa di chirurgia Bong Dal-hee in Oegwa-uisa Bong Dal-hee (Surgeon Bong Dal-hee) e recitò in Motdoen sarang (Bad Love), che ebbe meno successo in termini di ascolto. Passò poi a toni più seri nel film Hwaryeohan hyuga (May 18), pellicola sul massacro di Gwangju e uno dei film dagli incassi più alti nella storia della Corea del Sud.
Stanca di personaggi fragili, nel 2009 Lee interpretò la regina Seondeok di Silla nella serie storica Seondeok yeo-wang, che divenne molto popolare tra il pubblico. Per la serie, cantò il brano "Bidam (Sad Story)". Anche la sua opera successiva, il melodramma romantico 49il, fu ben accolto. Successivamente comparve in Ma-ui (Horse Doctor, 2012), su un veterinario dell'era Joseon diventato medico di corte, e Hwanggeum-ui jeguk (Empire of Gold, 2013), che ruotò intorno alla lotta di potere per un chaebol.
Sul grande schermo, dopo l'esperienza avuta con Jeong Jae-eun per Goyangireul butakhae, Lee volle lavorare con altre registe donne, quindi ebbe il ruolo principale nel giallo romantico-culinario di Anna Lee Doenjang (The Recipe, 2010) e il thriller Yonguija X (Perfect Number) di Bang Eun-jin (2012). Fu l'unica donna nella pellicola Jeonseolui jumeok (Fists of Legend, 2013), su un uomo di mezzetà che partecipa a un reality show/torneo di arti marziali.

## Vita privata
Lee ha sposato l'uomo d'affari e golfista professionista Park Jin-woo il 10 gennaio 2003. La coppia ha tre figli: due femmine (Ae-rin, nata a dicembre 2003, e un'altra nata nel maggio 2014) e un maschio, nato il 17 maggio 2015.

## Filmografia

### Cinema
- Namjaui hyanggi (남자의 향기), regia di Jang Hyun-soo (1998)
- Juyuso seubgyuksageun (주유소 습격 사건), regia di Kim Sang-jin (1999)
- Goyangireul butakhae (고양이를 부탁해), regia di Jeong Jae-eun (2001)
- A.F.R.I.K.A. (아프리카), regia di Shin Seung-soo (2002)
- Surprise (서프라이즈), regia di Kim Jin-sung (2002)
- Gwang-sik dongsaeng Gwang-tae (광식이 동생 광태), regia di Kim Hyun-seok (2005)
- Hwaryeohan hyuga (화려한 휴가), regia di Kim Ji-hoon (2007)
- Doenjang (된장), regia di Anna Lee (2010)
- Yonguija X (용의자X), regia di Bang Eun-jin (2012)
- Jeonseolui jumeok (전설의 주먹), regia di Kang Woo-suk (2013)
- Geurae, gajok (그래, 가족?), regia di Ma Da-yeon (2017)

### Televisione
- Mi-una go-una (미우나 고우나) – serie TV (1998)
- Haengjin (행진) – serie TV (1999)
- Hakgyo 2 (학교2) – serie TV (1999)
- Kkokji (꼭지) – serie TV (2000)
- Pureun angae (푸른 안개) – serie TV (2001)
- Sunjeong (순정) – serie TV (2001)
- Daemang (대망) – serie TV (2002)
- Fashion 70s (패션 70s) – serie TV (2005)
- Oegwa-uisa Bong Dal-hee (외과의사 봉달희) – serie TV (2007)
- Motdoen sarang (못된 사랑) – serie TV (2007)
- Seondeok yeo-wang (선덕여왕) – serie TV, 62 episodi (2009)
- 49il (49일) – serie TV, 20 episodi (2011)
- Ma-ui (마의) – serie TV (2012)
- Hwanggeum-ui jeguk (황금의 제국) – serie TV (2013)
- Uk-ssi Nam Jeong-gi (욱씨남정기?) – serie TV (2016)
- Notti bianche (불야성) – serie TV, 20 episodi (2016-2017)
- Buam-dong boksujadeul (복수자들) – serie TV (2017)
- Green Mothers' Club (그린마더스클럽?, Geurin madeoseu keulleobeuLR) – serie TV (2022)

## Videografia
- 1998 – "Please Baby Don't Cry" (Deep)
- 1998 – "WAYO! WAYO!" (O.P.P.A.)
- 1999 – "Will You Forgive Me" (A4)
- 1999 – "To Her Lover" (K2)
- 2000 – "I Love You" (Position)
- 2001 – "I Wish You Happiness (Joy Project - 1 Year of Love)" (WHY)
- 2002 – "울고 싶어지는 오후" (Ji Seo-ryeon)
- 2006 – "Liquor" (Vibe)
- 2007 – "Ice Doll" (SeeYa)
- 2007 – "Love's Greeting" (SeeYa)
- 2009 – "I'm Terrible in Love" (Shin Seung-hun)
- 2012 – "Love Is All the Same" (Yangpa)

## Riconoscimenti
| Anno | Premio                           | Categoria                                                | Opera nominata          | Risultato       |
| ---- | -------------------------------- | -------------------------------------------------------- | ----------------------- | --------------- |
| 2001 | Blue Dragon Film Awards          | Best New Actress                                         | Goyangireul butakhae    | Vincitore/trice |
| 2001 | Chunsa Film Art Awards           | Best Actress                                             | Goyangireul butakhae    | Vincitore/trice |
| 2001 | Director's Cut Awards            | Best New Actress                                         | Goyangireul butakhae    | Vincitore/trice |
| 2001 | KBS Drama Awards                 | Popularity Award                                         | Pureun angae            | Vincitore/trice |
| 2002 | Baeksang Arts Awards             | Best New Actress                                         | Goyangireul butakhae    | Vincitore/trice |
| 2002 | SBS Drama Awards                 | New Star Award                                           | Daemang                 | Vincitore/trice |
| 2005 | SBS Drama Awards                 | Top 10 Stars                                             | Fashion 70s             | Vincitore/trice |
| 2005 | SBS Drama Awards                 | Excellence Award, Actress in a Special Project Drama     | Fashion 70s             | Vincitore/trice |
| 2007 | Blue Dragon Film Awards          | Best Actress                                             | Hwaryeohan hyuga        | Candidato/a     |
| 2007 | SBS Drama Awards                 | Best Couple Award (con Lee Beom-soo)                     | Oegwa-uisa Bong Dal-hee | Vincitore/trice |
| 2007 | SBS Drama Awards                 | Popularity Award                                         | Oegwa-uisa Bong Dal-hee | Vincitore/trice |
| 2007 | SBS Drama Awards                 | Netizens' Choice Award                                   | Oegwa-uisa Bong Dal-hee | Vincitore/trice |
| 2007 | SBS Drama Awards                 | Top 10 Stars                                             | Oegwa-uisa Bong Dal-hee | Vincitore/trice |
| 2007 | SBS Drama Awards                 | Top Excellence Award, Actress                            | Oegwa-uisa Bong Dal-hee | Vincitore/trice |
| 2007 | KBS Drama Awards                 | Top Excellence Award, Actress                            | Motdoen sarang          | Candidato/a     |
| 2009 | Grimae Awards                    | Best Actress                                             | Seondeok yeo-wang       | Vincitore/trice |
| 2009 | Korea Visual Arts Festival       | Photogenic Award                                         | Seondeok yeo-wang       | Vincitore/trice |
| 2009 | MBC Drama Awards                 | Best Couple Award (con Kim Nam-gil)                      | Seondeok yeo-wang       | Vincitore/trice |
| 2009 | MBC Drama Awards                 | Top Excellence Award, Actress                            | Seondeok yeo-wang       | Vincitore/trice |
| 2010 | Asia Model Festival Awards       | Special Award for Asian Drama                            | Seondeok yeo-wang       | Vincitore/trice |
| 2011 | Seoul International Drama Awards | Outstanding Korean Actress                               | 49il                    | Candidato/a     |
| 2011 | SBS Drama Awards                 | Top 10 Stars                                             | 49il                    | Vincitore/trice |
| 2011 | SBS Drama Awards                 | Producers' Award, Actress                                | 49il                    | Vincitore/trice |
| 2011 | SBS Drama Awards                 | Top Excellence Award, Actress in a Drama Special         | 49il                    | Candidato/a     |
| 2012 | MBC Drama Awards                 | Top Excellence Award, Actress in a Special Project Drama | Ma-ui                   | Candidato/a     |
| 2013 | Korea Drama Awards               | Top Excellence Award, Actress                            | Hwanggeum-ui jeguk      | Candidato/a     |
| 2013 | SBS Drama Awards                 | Top 10 Stars                                             | Hwanggeum-ui jeguk      | Vincitore/trice |
| 2013 | SBS Drama Awards                 | Top Excellence Award, Actress in a Drama Special         | Hwanggeum-ui jeguk      | Vincitore/trice |